# Le Dernier des métiers
Le Dernier des métiers est une pièce de théâtre comique en un acte et quatre scènes écrite par Boris Vian en 1950.
Refusée au Théâtre des Noctambules, elle est publiée avec L'Équarrissage pour tous chez Toutain la même année avec des illustrations de Boo (pseudonyme de Pierre Léglise, frère de Michèle, la première femme de Vian). Il a été donné en lever de rideau du spectacle musical Lily Strada, comédie musicale du même auteur, chorégraphiée par Ursula Vian-Kübler et d'Déé.

## Historique
Lors des répétitions au théâtre des noctambules, L'Équarrissage pour tous se révèle trop courte. Boris Vian doit alors rédiger rapidement un complément de spectacle pour la soirée entière. Si André Reybaz et la troupe de comédiens sont ravis par le texte, le directeur du théâtre se déclare « choqué par le ton hautement profanatoire », expression que Vian reprendra ironiquement dans sa note d'introduction. Écrite pour des cabarets comme La Rose rouge, il n'y sera jamais accepté de son vivant. L'époque correspond à une modernisation de l'église qui, à l'exemple du clergé américain, emploie de nouvelle techniques de marketing. Certains prêtres ou bonnes sœurs enregistrent même des chants, forment des groupes gospel, passent à la radio. Le scoop religieux se vend bien dans la presse. C'est une de ces vedettes qui inspire le personnage du révérend Saureilles.

## Un spectacle athée
La pièce est  sous-titrée Saynète pour patronage. C'est une farce dans la tradition anticléricale « sous-tendue d'allusions pédophiles. »
Boris Vian, dans cette satire anticléricale présente la religion comme un spectacle de cabaret avec pour vedette le révérend père Saureilles. L'action se passe dans sa loge. « La désacralisation de Dieu et ses hypostases est un leitmotiv dans toute l'œuvre de Vian. Mais à l'exception du Dernier des métiers il n'en fait jamais son sujet principal. » Dans la loge du révérend, on entend les dernières notes du show qu'il donne sur scène. Sa loge regorge de témoignages de fans, et des groupies l'attendent pour prendre soin de lui tandis qu'un reporter radio prépare son matériel « live ». Les rappels de la foule  éclatent dans la salle et enfin Saureilles apparait pour son  « interviou » pendant laquelle il ne cesse de minauder.

## L'introduction de Vian
Dédiée à son ami Jacques-Laurent Bost, la pièce reprend dans l'introduction les remarques du directeur du théâtre des Noctambules

« Le Dernier des métiers, (dont je dois le titre à mon ami Jean Jacques Bost), fut écrit pour compléter le spectacle que devait monter Reybaz aux Noctambules, l'Équarrissage ne durant d'une heure et quart environ. Cependant, le directeur des Noctambules, choqué par le ton hautement profanatoire de cette tragédie, insista délicatement pour qu'on joue autre chose en complément, et devant cette réction d'honnête homme, Reybaz, le plaisantin, s'inclina, dominé. »